# Жаслик
Жаслик (узб. Жаслиқ, Jasliq) — селище в Узбекистані, у Кунградському районі Республіки Каракалпакстан.
Населення 3968 мешканців (2011).
Розташоване на плато Устюрт. Залізнична станція на лінії Бейнеу—Тахіаташ.